# Atlantide
Pour les articles homonymes, voir Atlantide (homonymie) et Atlantis.

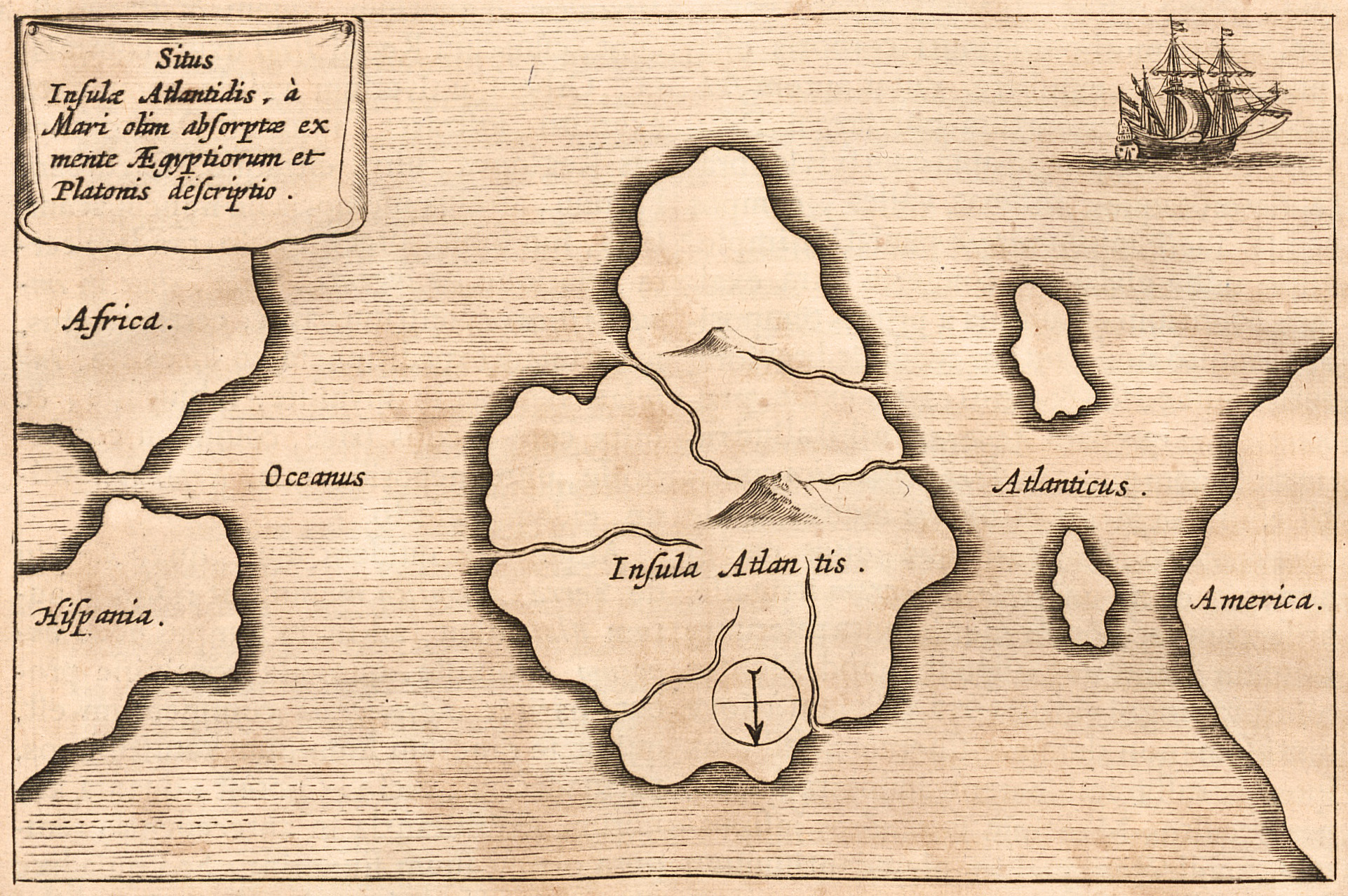
Carte fantaisiste de l'Atlantide (1678) d’Athanasius Kircher, Mundus Subterraneus (le nord est en bas).

L’Atlantide (du grec ancien Ἀτλαντίς / Atlantís) est une île mythique évoquée par Platon dans deux de ses Dialogues, le Timée puis le Critias.
Cette île, qu’il situe au-delà des Colonnes d'Hercule, est dédiée à Poséidon et, après avoir connu un âge d'or pacifique, évolue progressivement vers une thalassocratie conquérante dont l'expansion est arrêtée par Athènes, avant que l'île ne soit engloutie par les flots dans un cataclysme provoqué à l'instigation de Zeus.
Si le mythe a été peu commenté et a eu peu d'influence durant l'Antiquité, il a suscité un intérêt croissant à partir de la Renaissance. Au-delà de sa portée philosophique et politique, il a depuis donné naissance à de nombreuses hypothèses. Certains auteurs affirment que l'Atlantide est un lieu qui aurait réellement existé et qu'il serait possible de localiser. Dans le même temps, l'Atlantide inspire de nombreuses interprétations ésotériques, allégoriques ou encore patriotiques qui ont donné lieu à une abondante littérature.
Au début du XXIe siècle, les chercheurs restent partagés, entre les partisans d'une Atlantide de pure fiction (majoritaires dans la recherche scientifique) et ceux d'une lecture du récit de Platon basée sur des événements réels, dont la pratique, parfois nommée atlantologie, relève le plus souvent d'une démarche pseudoarchéologique.
L'Atlantide demeure un thème fertile dans l'art et la littérature ou encore les jeux vidéo, en particulier de nos jours, dans les genres liés au merveilleux et au fantastique, comme la fantasy, le péplum ou la science-fiction.

## Sources

### Prise de vue

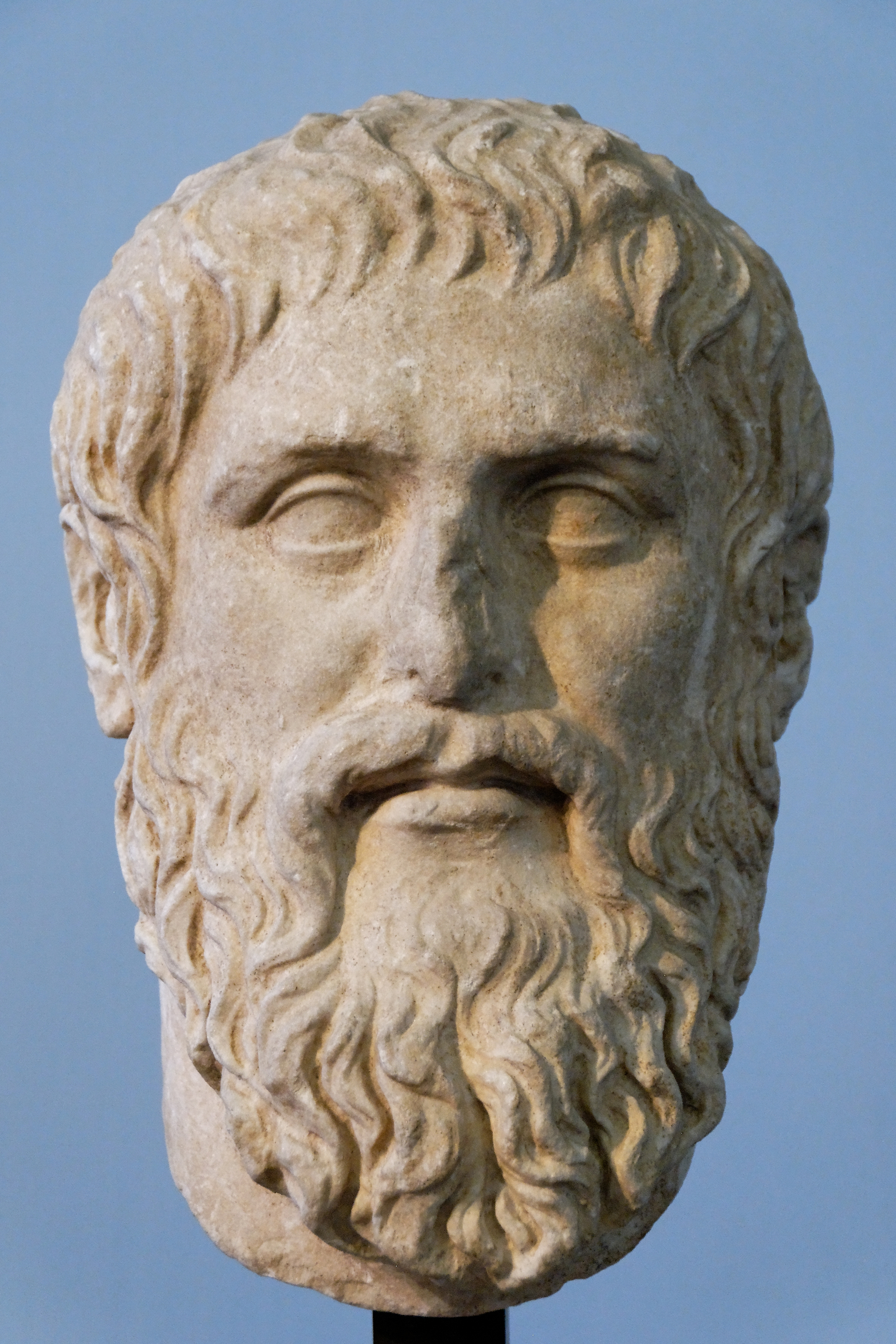
Platon, copie du portrait exécuté par Silanion pour l'Académie vers 370 av. J.-C., Centrale Montemartini.

L'histoire de l'Atlantide puise son origine dans deux des Dialogues du philosophe athénien Platon (428–348 av. J.-C.), le Timée et le Critias, qui sont présentés comme une suite de La République et ont pour objet d'illustrer, à travers ce récit, les vertus des citoyens idéaux suivant Socrate, montrant comment une Athènes vertueuse est venue à bout d'un ennemi malfaisant.
Platon, « inventeur » de l'Atlantide, y confronte deux images de la Cité au travers de l'affrontement de deux d'entre elles, en des temps immémoriaux. L'une — Athènes — vouée à la justice (δίκη), l'autre — Atlantis — à la démesure (ὕβρις). Situé au-delà des colonnes d'Héraclès, Atlantis (Ἀτλαντίς) — devenu en français « Atlantide »  Ἀτλαντίδος (νήσου) — est une île gigantesque que Poséidon, dieu des océans, reçoit lorsque les dieux se partagent la Terre. C'est une région fabuleuse, aux contours indéterminés, bordée par le royaume Cimmérien au Nord et par le jardin des Hespérides ou l'île des Bienheureux au Sud.
Poséidon s'y unit avec Clitô, une jeune mortelle autochtone, qui enfante cinq lignées de jumeaux masculins qui se partagent l'île, dessinée et organisée par leur géniteur divin en dix royaumes dont ils deviennent les premiers souverains. L'île tire elle-même son nom de l'aîné d'entre eux, Atlas, tout comme la mer qui l'entoure, l'Atlantique. Gouvernés par des souverains sages et modérés, les Atlantes, justes et vertueux, connaissent sur leur île — riche d'innombrables ressources — un âge d'or qui les amène à édifier une cité idéale. Mais, progressivement, les descendants des premiers Atlantes deviennent de plus en plus expansionnistes et, pris d'une frénésie de conquêtes, multiplient les invasions « de la Libye jusqu'à l'Égypte et de l'Europe jusqu'à la Thyrrénie ».
Athènes met fin à cette expansion et libère les peuples soumis à leur joug, tandis que Zeus punit les Atlantes, incapables de rester fidèles à leur origine divine, en engloutissant Atlantis dans les flots. Ainsi, la cité vouée à la mer périt par la mer, laissant place à « un limon infranchissable ».

### Récit duTimée

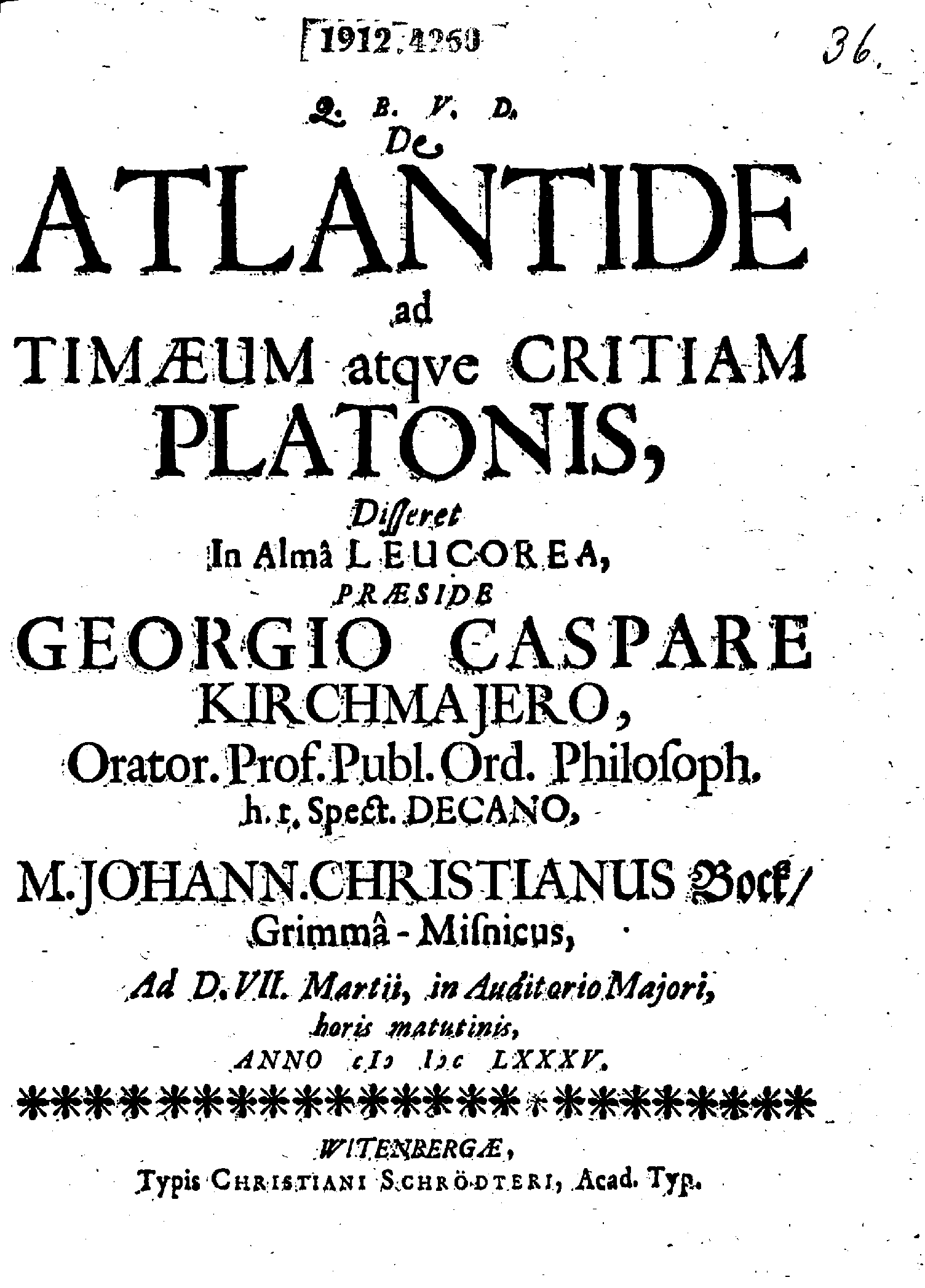
Johann Christian Bock, De Atlantide ad Timæum atque Critiam Platonis, 1685.

Dans le Timée, Platon (428–348 av. J.-C.) raconte l'origine de l'Univers, l'origine de la Cité et l'origine de l'Homme. Dans ce cadre, il évoque l'Atlantide au cours d'un récit fait par Critias, riche Athénien disciple de Socrate et parent de Platon.
Selon Critias, son arrière-grand-père Dropidès s'est vu confier par le législateur Solon (VIe siècle av. J.-C.) une confidence que lui-même tenait d'un prêtre égyptien du temple de Saïs au cours d'un voyage d'études qu'il entreprit en Égypte en 570 av. J.-C. sous domination perse à cette époque.
Le prêtre égyptien donne quelques indications géographiques, puis entreprend de narrer la lutte des Hellènes menée par Athènes, puis d'Athènes seule, contre les soldats atlantes venus des îles « du fond de la mer Atlantique », événements qu'il situe 9 000 ans avant son époque. Peu après la victoire, des tremblements de terre surviennent à Athènes ainsi que dans l'Atlantide. Le Timée donne ensuite une description générale de la civilisation atlante, de son expansion, de la guerre contre Athènes et de la destruction finale de l'Atlantide.
- Extrait du Timée :

« Les monuments écrits disent que votre cité détruisit jadis une immense puissance qui marchait insolemment sur l’Europe et l’Asie tout entières, venant d’un autre monde situé dans l’océan Atlantique. On pouvait alors traverser cet Océan ; car il s’y trouvait une île devant ce détroit que vous appelez, dites-vous, les colonnes d’Héraclès. Cette île était plus grande que la Libye et l'Asie réunies. De cette île on pouvait alors passer dans les autres îles et de celles-ci gagner tout le continent qui s’étend en face d’elles et borde cette véritable mer. Car tout ce qui est en deçà du détroit dont nous parlons ressemble à un port dont l’entrée est étroite, tandis que ce qui est au-delà forme une véritable mer et que la terre qui l’entoure a vraiment tous les titres pour être appelée continent. Or dans cette île Atlantide, des rois avaient formé une grande et admirable puissance, qui étendait sa domination sur l’île entière et sur beaucoup d’autres îles et quelques parties du continent. En outre, en deçà du détroit, de notre côté, ils étaient maîtres de la Libye jusqu’à l’Égypte, et de l’Europe jusqu’à la Tyrrhénie. Or, un jour, cette puissance, réunissant toutes ses forces, entreprit d’asservir d’un seul coup votre pays, le nôtre et tous les peuples en deçà du détroit. Ce fut alors, Solon, que la puissance de votre cité fit éclater aux yeux du monde sa valeur et sa force. Comme elle l’emportait sur toutes les autres par le courage et tous les arts de la guerre, ce fut elle qui prit le commandement des Hellènes ; mais, réduite à ses seules forces par la défection des autres et mise ainsi dans la situation la plus critique, elle vainquit les envahisseurs, éleva un trophée, préserva de l’esclavage les peuples qui n’avaient pas encore été asservis, et rendit généreusement à la liberté tous ceux qui, comme nous, habitent à l’intérieur des colonnes d’Héraclès. Mais dans le temps qui suivit, il y eut des tremblements de terre et des inondations extraordinaires, et, dans l’espace d’un seul jour et d’une seule nuit néfastes, tout ce que vous aviez de combattants fut englouti d’un seul coup dans la terre, et l’île Atlantide, s’étant abîmée dans la mer, disparut de même. Voilà pourquoi, aujourd’hui encore, cette mer-là est impraticable et inexplorable, la navigation étant gênée par les bas fonds vaseux que l’île a formés en s’affaissant.
Voilà, Socrate, brièvement résumé, ce que m’a dit Critias, qui le tenait de Solon. »

— Platon, Timée, 24 e - 25 e, traduction d'Émile Chambry, Wikisource.

### Récit duCritias
Le Critias entre davantage dans les détails, contant l'origine des habitants (nés de l'union de Poséidon et d'une mortelle prénommée Clitô, elle-même fille d'un autochtone) et leurs mœurs, la géographie de l'île, son organisation sociale et politique. La fin du Critias est perdue. Le récit s'interrompt au moment où Zeus décide de punir les Atlantes décadents.
Si la légende nous semble transmise par Platon, celui-ci ne l'utilise néanmoins qu'accessoirement pour illustrer son propos, qui est le devenir d'Athènes. Un nombre croissant de spécialistes de l'Antiquité et de Platon considère aujourd'hui que le récit de l'Atlantide n'est qu'une fiction entièrement élaborée par Platon à partir de références mythologiques nombreuses et de ses idées politiques et philosophiques (voir infra).
Platon a décrit de façon précise l'Atlantide, qu'il présente comme un monde idyllique. On peut en résumer les détails comme suit :
- L'île est située au-delà des Colonnes d'Hercule, où se trouvent des fonds vaseux, restes de l'île disparue. Depuis cette île, on a accès au continent situé plus loin. À l'époque de Platon, les Colonnes d'Hercule étaient positionnées de part et d'autre du goulet de l'actuel Gibraltar[N 1].
- Le roi éponyme de l'Atlantide est Atlas, un fils du dieu de la Mer Poséidon et d'une jeune mortelle Clitô[14].
- L'île est divisée en dix royaumes gouvernés par Atlas et ses neuf frères puis par leurs descendants. Chaque royaume possède sa propre capitale, copiée sur la cité-mère, capitale du royaume d'Atlas, dessinée par Poséidon lui-même. La cité-mère est située autour d'un mont. Elle est circulaire et entourée de fossés navigables.
- L'île est riche en ressources naturelles, parmi lesquelles figure un métal mystérieux, l'orichalque, mais doit aussi importer des produits, ce qui suppose des relations commerciales avec des peuples voisins[12].
- La religion des Atlantes était centrée sur Poséidon, le père des dynasties royales, et incluait le sacrifice annuel d'un taureau que l'on devait capturer pour ensuite l'égorger sur un autel en forme de colonne.
- Les Atlantes deviennent corrompus au fil du temps. Ils fondent par les armes des colonies des deux côtés de leur île, conquérant une partie de l'Afrique jusqu'à l'Égypte, et de l'Europe jusqu'à l'Italie. Athènes est le seul État capable de s'opposer à leur expansion.
- L'Atlantide, ainsi que l'armée athénienne, ont été engloutis lors d'un immense raz-de-marée associé à des tremblements de terre, en un jour et une nuit. Platon ne donne pas d'explication géologique à cette catastrophe.
- Ces événements ont lieu 9 000 ans avant l'époque de Solon.

### Dans les autres textes anciens
Contrairement à une idée reçue, l'Atlantide en tant que telle apparaît peu dans les anciens textes grecs ou latins de l'Antiquité païenne : on trouve mention de l'Atlantide seulement chez Strabon ( 64 av. J.-C. — v. 25) qui, relayant l'avis de Posidonios (v.135 — 51 av. J.-C.), pense « que la tradition relative à cette île pourrait bien ne pas être une pure fiction ». 
Aristote (384 — 322 av. J.-C.), disciple de Platon, dénie - toujours d'après Strabon - toute validité au témoignage apporté par son maître, ainsi qu'en doute Ératosthène (276 — 194 av. J.-C.) au siècle suivant. Théopompe de Chios (378 — 323 av. J.-C.) parodie, lui, le récit platonicien avec l'île imaginaire de Méropide.
Si Hérodote (v. 484 — 425 av. J.-C.) utilise le terme « Atlantes », c'est pour désigner les habitants de la région du mont Atlas - nommé d'après le titan Atlas - qui tirent leur nom de cette montagne (Enquête, IV, 184-185). Pour Pierre Vidal-Naquet, Platon a pu s'inspirer du nom de la tribu libyenne donné par Hérodote - le dernier qu'il puisse citer vers l'ouest - pour nommer la cité fictive qu'il imaginait. Le Pseudo-Apollodore (IIe siècle av. J.-C.), dans sa Bibliothèque (II-5 –11 et II-119-120), situe le mont Atlas au pays des Hyperboréens, c'est-à-dire au nord de la mer Noire mais là encore, il n'y a pas de raison de lier le mont Atlas à l'Atlantide. Chez Diodore de Sicile, historien grec du Ier siècle av. J.-C., dans sa Bibliothèque historique, on retrouve les « Atlantes » sujets d'Atlas, « père de sept filles qui furent toutes appelées Atlantides » dont « quelques barbares mais même plusieurs Grecs font descendre leurs anciens héros » dont les habitants de la cité de Cercène qui sont soumis par les Amazones.
Thucydide (v. 460 — 400 av. J.-C.), ne parle ni d'« atlante » ou d'« Atlantide » mais, parce que dans son Histoire de la guerre du Péloponnèse, il fait remonter l'histoire de la Grèce à la thalassocratie de Minos, certains ont voulu y voir une allusion à l'Atlantide.
Selon Proclus (412 — 485), le philosophe platonicien Crantor (IVe siècle av. J.-C.) avait vu de ses yeux l'histoire de l'Atlantide sur une inscription égyptienne. Selon H.-G. Nesselrath, professeur de philologie classique à l'université de Göttingen, il faut noter la contradiction entre le témoignage de Proclus et celui de Platon — où le prêtre égyptien tient le récit entre ses mains et non pas sur un support épigraphique — et surtout il faut se rappeler que Crantor ne connaissait pas la langue égyptienne ni ne savait lire les hiéroglyphes. Comme Hérodote, qui rapporte avant lui des interprétations erronées sur les monuments égyptiens, Crantor était dépendant de ses informateurs et de ses préjugés : son témoignage n'est ainsi pas probant.

## Interprétations

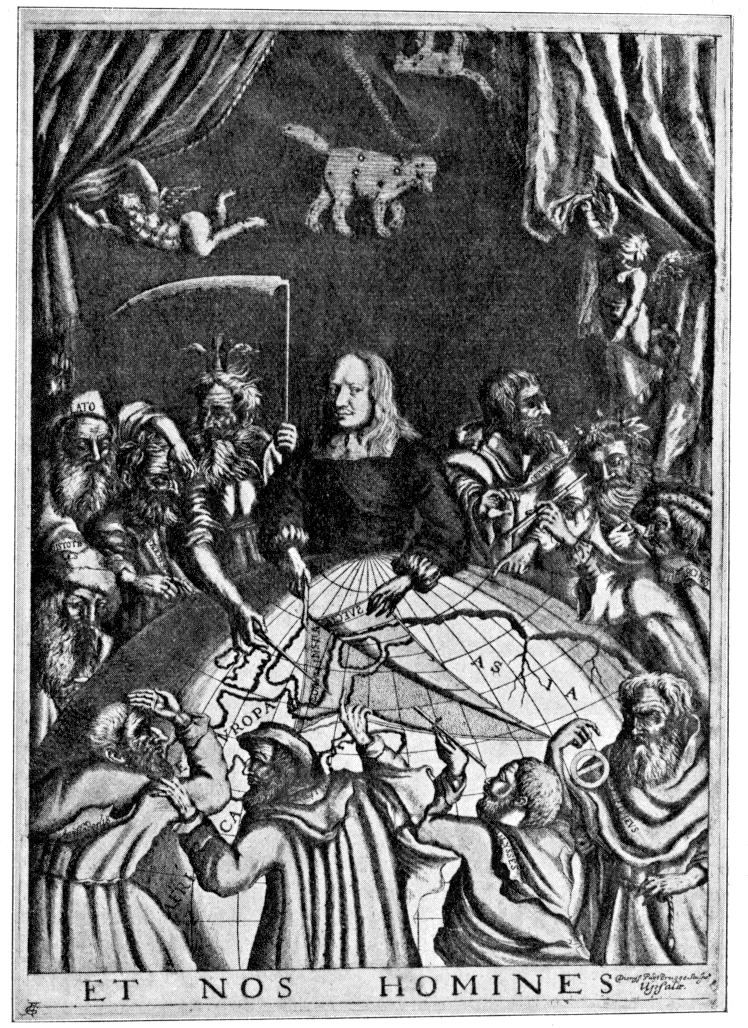
Olof Rudbeck dévoile la « vraie » Atlantide, entouré de ses prédécesseurs, Hésiode, Platon, Aristote, Apollodore, Tacite, Ulysse, Ptolémée, Plutarque et Orphée, gravure du Atland eller Manheim, v. 1680

Négligé au Moyen Âge, le thème de l'Atlantide n'a trouvé un écho réel qu'à partir de la Renaissance et la redécouverte des auteurs anciens, suscitant notamment l'intérêt de l'humaniste Marsile Ficin qui traduit en latin les dialogues de Platon. Le Critias — souvent détaché des dialogues de Platon auquel il appartient pourtant — s'est singularisé et donne lieu à des interprétations spécifiques. Des auteurs s'attachent à le christianiser, recherchant ou créant des concordances entre celui-ci et l'Ancien Testament.
L'épisode devient le prétexte à fictions, parfois utopiques ou en soutien de la définition politique de la constitution parfaite. Francis Bacon publie ainsi La Nouvelle Atlantide en 1627 qui s'inspire du récit de Platon et met en scène une société philosophique de savants sur l'île imaginaire de Bensalem. À ces approches théologiques ou naturalistes s'ajoutent bientôt des interprétations symboliques, allégoriques, ésotériques, nationalistes.
Au tournant du XVIIe siècle, le mythe de l'Atlantide est associé aux premières recherches sur les origines de l'humanité et sur le premier lieu de peuplement humain, dans une approche souvent non dénuée d'idéologie ; à partir de 1679, par exemple, dans son Atlantica en 4 volumes, le suédois Olof Rudbeck passe le Timée et le Critias christianisés au filtre de l'Edda scandinave qu'il considère — dans une approche patriotique qui préfigure des interprétations nationalistes postérieures du mythe platonicien — comme le bassin d'une civilisation-mère.
D'une manière générale, deux positions s'opposent depuis quant à la compréhension du récit : d'une part celle qui considère les récits de Platon comme une pure fiction, un mythe sans lien avec l'histoire réelle, une fable, d'autre part celle qui pense que le mythe se rapporte à des faits réels, en supposant une déformation plus ou moins grande de ces faits par l'auteur grec, ou par les interprétations de son texte. On dénombrait plus de 4 000 ouvrages ou articles rédigés sur le sujet en 2002.

### Atlantide comme fiction
Cette position — qui était donc déjà celle d'Aristote — fut soutenue dès le XVIe siècle. Pour cette école, il était illusoire de rechercher la trace physique de l'Atlantide, récit métaphorique. En 1779, l'Italien Giuseppe Bartoli, antiquaire du roi de Sardaigne, est le premier à émettre l'hypothèse que le récit de Platon est purement allégorique, critique de la situation d'Athènes des guerres médiques jusqu'à la guerre du Péloponnèse. Comme il était d'ailleurs coutumier du fait dans ses dialogues, Platon fait appel au mythe sans que cela doive être pris au premier degré.
Cette approche politique et « historiciste » a été reprise et développée notamment par Pierre Vidal-Naquet. Platon n'est ni un historien ni un géologue, c'est un philosophe qui cherche à définir la société idéale. Dans le Timée et le Critias, il oppose l'Atlantide ouverte sur la mer, technicienne et conquérante, corrompue par la richesse (comme la démocratie athénienne dans la philosophie politique de Platon), à une Athènes archaïque fondamentalement terrienne, rurale, autarcique et conservatrice. Les dieux donnent la victoire à la meilleure société sur la pire.
Dans ses deux dialogues Platon introduit une nouveauté : « dire le fictif en le présentant comme le réel. Avec une perversité qui lui a valu un immense succès, Platon a fondé le roman historique, c'est-à-dire le roman situé dans l'espace et dans le temps ». Mais c'est là un message qui s'accorde néanmoins avec ceux des autres dialogues politiques de Platon, Lois et République. À ce titre, pour Pierre Vidal-Naquet, le récit de Platon est une utopie négative qui doit être placée aux côtés des utopies et anti-utopies plus récentes ; en chercher les traces physiques est un contresens qui conduit à chasser une chimère : l'histoire de l'Atlantide est donc d'abord l'histoire de l'imaginaire humain. Pour Hervé Duchêne, professeur d'histoire ancienne à l'université de Bourgogne, le procédé rhétorique de Platon, présentant le fictif comme le réel aurait égaré « ceux qui cherchent naïvement dans le Critias et le Timée une réalité historique ou topographique précise ».
Ainsi, même si Platon précise dans ses dialogues « le fait qu'il ne s'agit pas d'une fiction, mais d'une histoire véritable et d'un intérêt capital », une majorité de livres universitaires s'accordent aujourd'hui à voir le mythe de l'Atlantide comme une fable de Platon. C'est l'opinion qui s'est en effet imposée avec les travaux de Pierre Vidal-Naquet qui n'a pas abordé le mythe de l'Atlantide par les sciences du climat, de la géologie, de l'océanographie mais du point de vue de l'historien et du philologue et de Christopher Gill dans le monde anglo-saxon ou encore de Heinz-Günther Nesselrath en Allemagne.

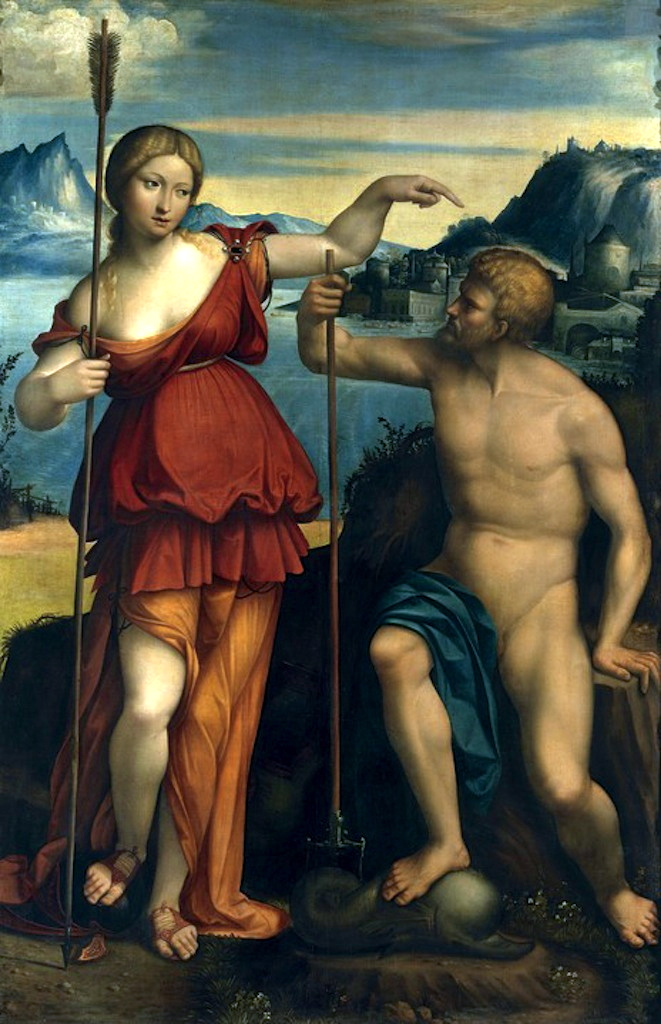
Lutte de Poseïdon et Athena pour contrôler Athènes, Benvenuto Tisi, 1512, Gemäldegalerie Alte Meister

La construction de cette fiction s'explique, pour Kathryn A. Morgan, par la nécessité d'élaborer une vision d'Athènes qui corresponde aux idéaux politiques de Platon : l'histoire de l'Atlantide correspond au noble mensonge qui peut servir de récit fondateur à une cité. Pour construire son pastiche historique Platon a donc réutilisé les lieux communs de l'historiographie de son temps. De même, pour Bernard Sergent, historien et chercheur au CNRS, Platon a « fabriqué un mythe » en s'inspirant de motifs puisés dans la mythologie grecque : notamment des mythes de cataclysme et d'engloutissement, la mythologie propre à Poséidon et trois récits de guerre qui l'opposent à Athéna - athénien, béotien et thessalien - que Platon a dû entendre enfant. C'est de cette opposition théologique qui oppose les deux divinités — et les cités qu'ils protègent — que Platon crée le mythe de l'Atlantide dans le cadre de son récit de la création du Monde. Sergent souligne également la proximité du mythe platonicien et de la trifonctionnalité indo-européenne.
Luc Brisson, chercheur au CNRS, traducteur, éditeur et spécialiste des textes de Platon a lui aussi repris l'analyse de Pierre Vidal-Naquet à propos du récit de la guerre entre Athènes et l'Atlantide. Il remarque « beaucoup de lecteurs sont restés insensibles à l'ironie — à la perversité — de Platon, qui ont considéré comme une vérité historique le récit fait par Critias le jeune […] le génie de Platon, dans cette affaire, aura été de montrer à quel point il est difficile, dans la pratique, de distinguer la fiction de la vérité et le sophiste de l'historien et du philosophe ». Selon Guy Kieffer, chargé de recherche au CNRS, géographe et géologue qui s'est penché sur les sources de Platon : « Il est maintenant admis que l'Atlantide n'a jamais existé et qu'il s'agit d'un mythe créé par Platon ». Il conclut : « L'Atlantide n'a jamais existé. Elle correspond à une allégorie imaginée par Platon pour donner une leçon de civisme et de bonne conduite à ses concitoyens d'Athènes et dénoncer leur mercantilisme, leur indiscipline, leurs querelles et l'esprit démagogue de leurs mœurs politiques ».
Il existe d'autres hypothèses « assimilatrices » : pour l'exégète Gunnar Rudberg, au début du XXe siècle, l'image de l'Atlantide correspondait à la cité de Syracuse où Platon a tenté de réaliser ses idéaux politiques. Plus récemment Eberhard Zangger a voulu y voir la ville de Troie, une hypothèse concevable pour Vidal-Naquet s'il s'agit de la Troie homérique telle que Platon pouvait la trouver dans l'Iliade, mais « absurde s'il s'agit de comparer l'Atlantide avec la Troie historique ».

### Atlantide comme réalité

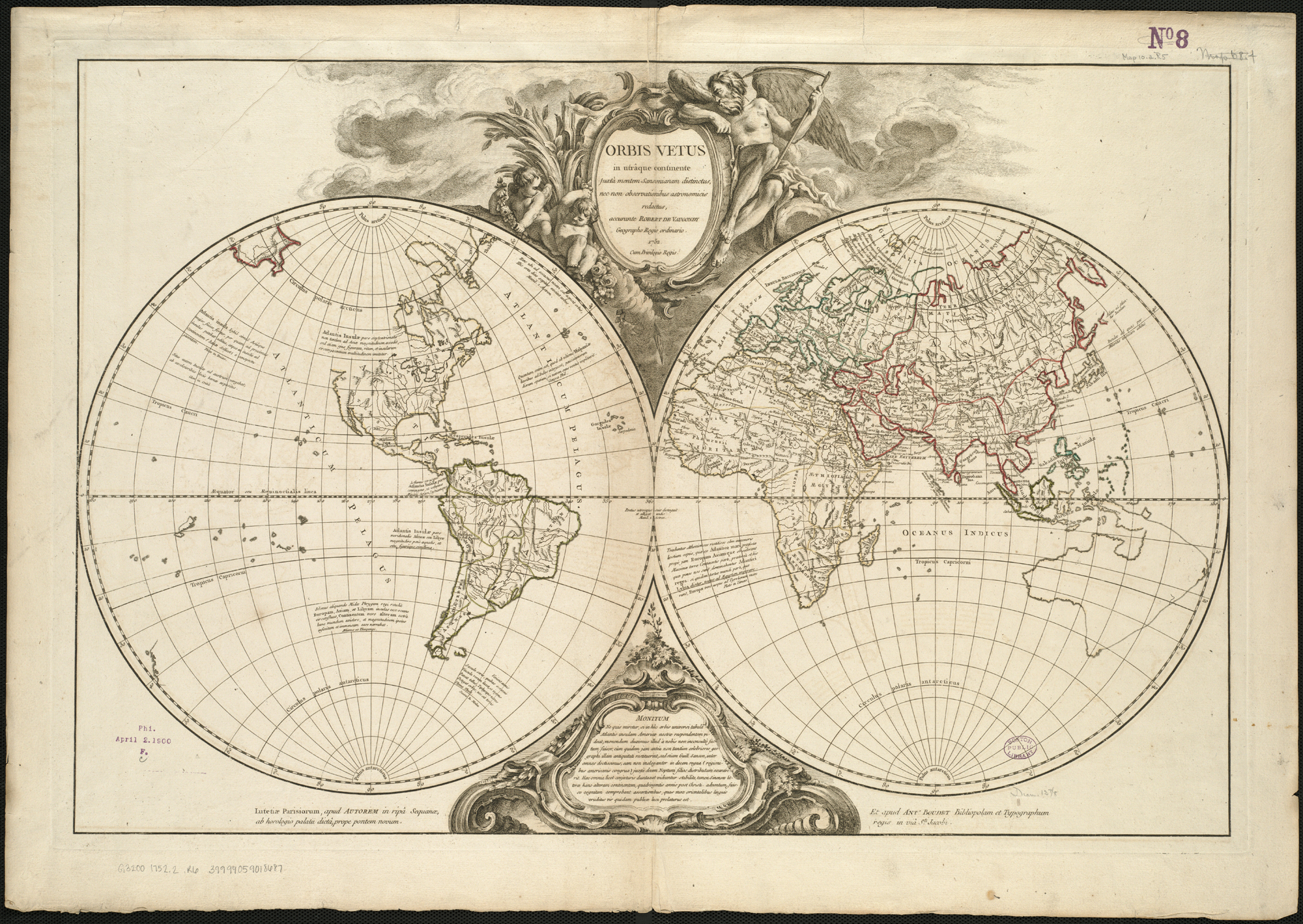
Mappemonde de Gilles Robert de Vaugondy (1752) indiquant l'Atlantis Insula (Amérique) ainsi que les îles Hespérides situées aux Antilles.

Cependant ces conceptions sur l'origine fictive du mythe ne sont pas toujours partagées en dehors de la communauté des historiens, des archéologues et des philologues classiques. En effet, des érudits ou amateurs de tous genres, mais également des géographes, des géologues, certains préhistoriens continuent leurs études et leurs explorations. L'Atlantide a ainsi été situé en des centaines d'endroits dans l'espace mais aussi dans le temps : évidemment un peu partout dans l'océan Atlantique où toute terre émergée pouvait faire matière à hypothèse avant le développement des connaissances sur la tectonique des plaques ; puis en divers points de la Méditerranée, mais également en Égypte, dans le Hoggar, au Tibet, en Mongolie, en Suède, au Pérou, au Mexique.
Dans son ouvrage Le Mythe de l’Atlantide paru en 2012, René Treuil présente et contextualise les différentes théories — ainsi que leurs motivations idéologiques voire politiques — qui proposent de donner une localisation géographique à l’Atlantide ainsi qu'il analyse la résistance du mythe qui relève d'un ensemble plus vaste, celui des paradis perdus et des âges d’or.

#### Recherches archéologiques

Image satellite de l'archipel de Santorin aujourd'hui : la caldeira est formée de l'île principale de Santorin, de l'île de Thirassía et de l'île minuscule d'Aspronissi au sud-ouest. Au milieu se trouvent deux îles postérieures à l'éruption : Paléa Kaméni et Néa Kaméni.

L'archéologue grec Spyridon Marinatos et son compatriote le sismologue Angelos Galanopoulos proposent l'« hypothèse minoenne » dont les arguments sont présentés par Angelos Galanopoulos et l'historien britannique Edward Bacon dans un ouvrage commun paru en 1969. L'hypothèse postule l'existence d'une civilisation minoenne, dont des éléments ont été découverts sur le site d'Akrotiri, sur l'île de Santorin partiellement détruite lors d'une éruption volcanique — qu'on nomme aussi « éruption minoenne » — vers 1650 av. J.-C.. Celle-ci, de type plinienne, aurait généré d'énormes tsunamis qui ont pu atteindre jusqu'à 50 mètres ; des chiffres plus élevés encore ont été proposés — jusqu'à 250 mètres. Mais pour D. Dominey-Howes (Kingston University) l'hypothèse d'un tsunami est insuffisamment fondée. Parmi d'autres éléments cette théorie sujette aux débats, les auteurs ont dû diviser par dix les 9 000 ans « avant le règne de Solon » évoqués par Platon pour mettre en adéquation leur hypothèse avec les découvertes archéologiques.
S'il y a une certaine logique à vouloir lier le récit sur l'Atlantide et les découvertes issues des recherches sur les sites minoens, de nombreux autres éléments tendent à réfuter cette hypothèse strictement contemporaine : la théorie selon laquelle la catastrophe aurait provoqué la destruction de la civilisation minoenne est aujourd'hui largement démonétisée pour des raisons de concordance de dates ; le cataclysme en question n'est nullement évoqué par Platon ni aucun texte antique qui ne nous soit parvenu ; la topographie, l'orographie et la luxuriance de Santorin ne correspondent pas davantage aux descriptions qu'en fait Platon, dont l'on peut en outre imaginer que — porté sur les voyages — s'il avait dû croire que l'île était l'Atlantide, il s'y serait rendu. Par contre, pour Guy Kieffer, il est vraisemblable que Platon se soit inspiré des réalités géologiques observables en Sicile, plus particulièrement dans la zone de l'Etna, pour donner à son récit une apparence crédible et une précision forte dans ses descriptions.
En 2009, le géologue-préhistorien Jacques Collina-Girard propose de voir l'Atlantide dans un site géologique avéré près du détroit de Gibraltar, mais à une époque où aucune civilisation sédentaire n'existait. Selon lui, seul le récit du cataclysme s'inspirerait de faits réels, l'île se trouvant enfoncée d'une quarantaine de mètres sous le niveau de la mer. Son existence aurait longtemps été transmise par la mémoire orale que la géologie permettrait de retrouver, alors que la description de la civilisation atlante ne serait due qu'à l'imagination de Platon. Le philologue Heinz-Günther Nesselrath lui a objecté que les cas attestés de telles transmissions orales ne correspondent jamais à une situation semblable à celle présentée dans le cas de l'Atlantide, où la mémoire des événements aurait été conservée en un lieu et par un peuple très éloigné de la catastrophe initiale.

#### Les conférences de Milos
Une conférence internationale s'est tenue en Grèce à Milos en 2005 avec pour ambition proclamée de trancher sur la question de l'origine du mythe et de faire le point sur les connaissances récentes. Si le professeur Christos Doumas, historien et archéologue grec, y a soutenu l'idée de la non-existence de l'Atlantide, des indépendants et des chercheurs de diverses disciplines ont présenté diverses hypothèses de localisations sans parvenir à aucun accord sur la localisation définitive de l'Atlantide et ont établi une liste de 24 critères nécessaires à l'identification d'un site avec l'Atlantide. Une deuxième conférence fut organisée en 2008 à Athènes, une troisième s'est tenue à Santorin en 2010.

#### Recherches ésotériques et pseudo-scientifiques

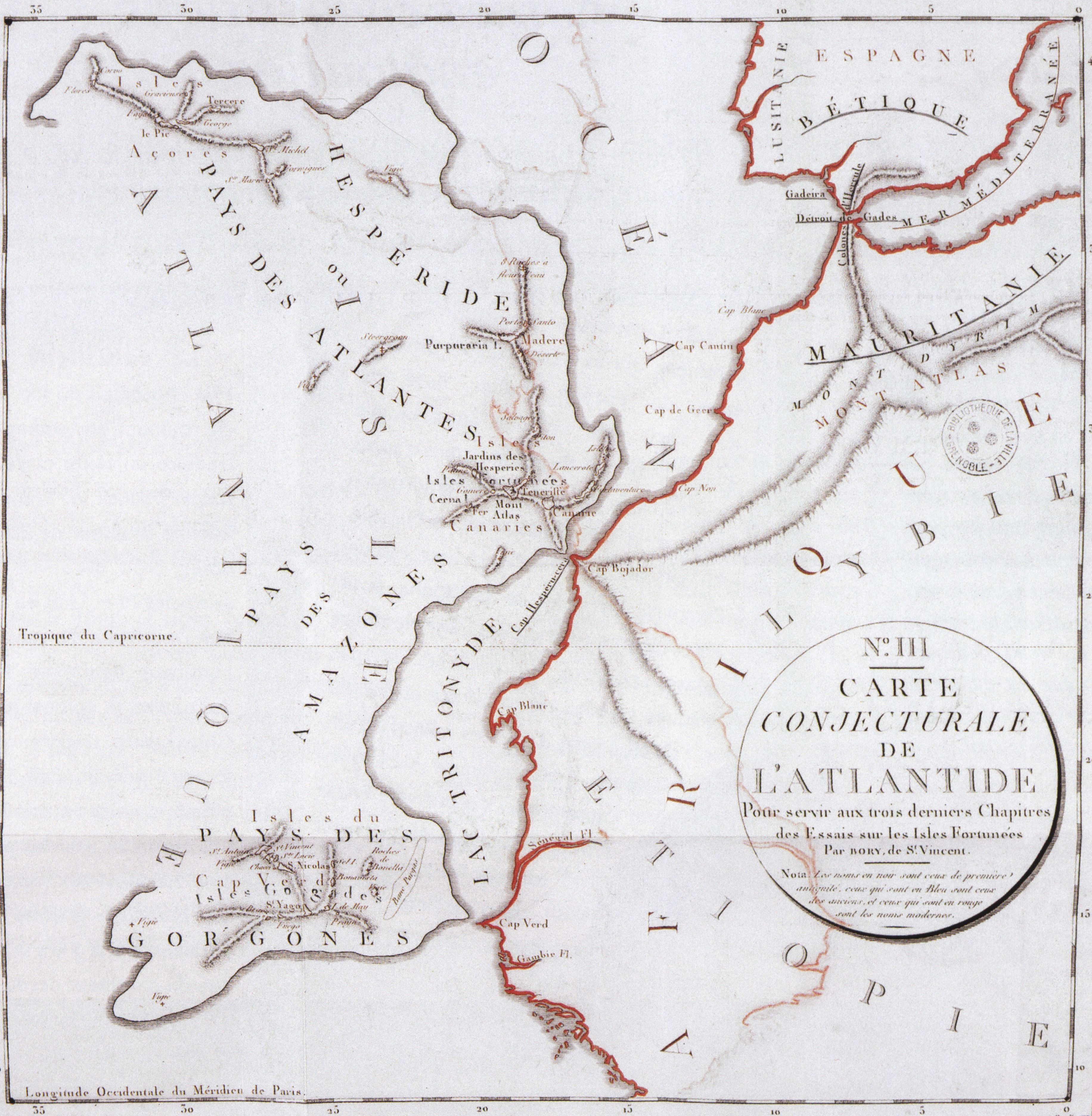
Carte conjecturelle de l'Atlantide, Bory de Saint-Vincent, 1803

Sur base de l'hypothèse minoenne, le Commandant Cousteau mène une expédition de recherches sous-marines en 1976 qui — s'il la défend — ne peut conclure à l'historicité de la description que fait Platon de l'île et de la civilisation qu'il nomme « Les Atlantes », anéanties par le cataclysme, ce qui n'est pas le cas ni de Santorin, ni de la Crète.
D'autres, avant Jacques-Yves Cousteau, ont émis des hypothèses sur la localisation de l'Atlantide ou sur son hypothétique survie. Ainsi, dans les années 1970, les datations des mégalithes de Bretagne ayant attesté l'antériorité des mégalithes bretons par rapport aux pyramides, certains érudits, dans le cadre d'études pseudo-scientifiques, émettent l'hypothèse de l'origine atlante de ces constructions, et plus généralement de l'hypothétique arc mégalithique atlantique, source de la civilisation européenne selon Jean-Jacques Prado. La diffusion de ces thèses auprès du grand public, assurée par Jean Markale, dans son ouvrage Carnac et l'énigme de l'Atlantide, relèvent pour l'archéologue Jean-Pierre Adam de « rêveries rarement dénuées de fantasmes idéologiques » fruits d' « archéomaniaques » qui, contre la recherche scientifique, proposent des théories construites « avec la seule aide de l’imagination ».
Diverses interprétations ésotériques ou originales ont été données au récit de Platon, qui, par exemple, aurait plutôt été écrit comme un avertissement ou un message informatif sur l'incroyable pérennité des connaissances humaines d'une histoire qui se serait transmise sur plus de 11 600 ans. Ainsi le politicien populiste et pseudo-scientifique Ignatius Donnelly, considéré comme un fou littéraire, publie en 1882 Atlantis : Le Monde Antédiluvien dans lequel l'Atlantide serait à l'origine de l'humanité moderne et où il postule l'existence d'Atlantes survivants. Dans Lectures de vies, le « prophète dormant » Edgar Cayce, un photographe devenu mage, prétend que les Atlantes subsistent dans le monde contemporain et que l'Atlantide ressurgira un jour.
L'ésotériste Helena Blavatsky, fondatrice de la Société théosophique, a tracé en 1888 une histoire occulte de l'humanité et y développe l'idée que l'Atlantide serait l'une des cinq « races mères » qui se seraient succédé, dans le cadre d'une vision cyclique du Temps, pour dominer la Terre, plaçant ainsi les Atlantes à égalité avec les Aryens. À propos de l'Atlantide, elle écrit : « c'est le nom du quatrième continent. Ce serait la première terre historique, si l'on prêtait aux traditions des Anciens plus d'attention qu'on ne l'a fait jusqu'à présent. La fameuse île de Platon, connue sous ce nom, ne constituait qu'un fragment de ce continent ». L'Atlantide est considérée par cette dernière comme le quatrième continent, car il aurait été précédé par ceux de la Lémurie, de l'Hyperborée et par le continent Polaire.
Le théosophe William Scott-Elliot publia en 1896 une Histoire de l'Atlantide, où il décrit les différents peuples qui se sont succédé sur ce continent ainsi que leur vie spirituelle. À partir de 1904, l'anthroposophe Rudolf Steiner complète les descriptions de Scott-Elliot dans son livre Chronique de l'Akasha en insistant sur l'évolution intérieure de l'humanité atlante qui a préparé les facultés de notre humanité actuelle. Steiner fait correspondre le déluge atlante avec la fin de la dernière glaciation soit il y a 10 000 ans. Les théories fantaisistes se succèdent à l'instar de celle du polytechnicien Jean Deruelle qui fait de l'Atlantide une civilisation mégalithique engloutie en Mer du Nord, une théorie qui n'est, selon Pierre Vidal-Naquet, « ni plus ni moins délirante que bien d'autres ».

#### Récupérations idéologiques
Au XVIe siècle, l'empire transatlantique de Charles Quint est présenté comme une résurrection de l'empire atlante. Au XVIIe siècle, le Suédois Olof Rudbeck identifie l'Atlantide-Hyperborée à la Suède et, à travers quatre livres, en tire une légitimation de l'impérialisme suédois.
Aux XIXe et XXe siècles, de nombreux auteurs présentent l'Atlantide comme le berceau de la race aryenne. En effet, à la suite des écrits de Karl Georg Zschaetzsch dans les années 1920, certains théoriciens du nazisme, Rosenberg et Himmler principalement, développent l'idée que l'hypothétique peuple des Indogermains, peuple originel dont seraient issues les populations germaniques, serait originaire de l'Atlantide, ce qui permet une filiation ininterrompue sur plusieurs dizaines de milliers d'années et autorise pour la race aryenne une domination mondiale. Si ces spéculations suscitent l'intérêt de Himmler ou de Rosenberg, elles reposent sur des éléments si faibles qu'en définitive elles obtiennent peu d'écho et, considérées comme marginales, ne trouvent aucune traduction dans les vecteurs de diffusion de la pédagogie nazie.
En 1934, l'archéologue Albert Hermann, proche de Himmler, localise l'Atlantide, foyer des Indogermains, qu'il situe entre la Mer du Nord et l'Afrique du Nord, mais cette hypothèse reste très minoritaire chez les nazis. Ces spéculations, influencées par les conclusions d'Alfred Rosenberg, retiennent l'attention de Himmler qui ordonne pendant la guerre de préparer des campagnes de fouilles sous-marines dans la Mer du Nord et à proximité de l'archipel d'Heligoland, au large de Cuxhaven, tandis que Karl Georg Zschaetzsch la localise au niveau des Açores. Himmler, tout à sa quête des origines nordiques de la race indogermanique, applique pour cette civilisation disparue les postulats de l'origine nordique de toute civilisation.
Après la fin de la seconde guerre mondiale, les débats autour de la localisation de la mythique Atlantide et sur l'origine atlante des populations européennes semblent constituer l'apanage de la Nouvelle Droite, reprenant plus ou moins fidèlement les conclusions de Kossinna et de Zschaetzsch.

## Territoires et cités disparus

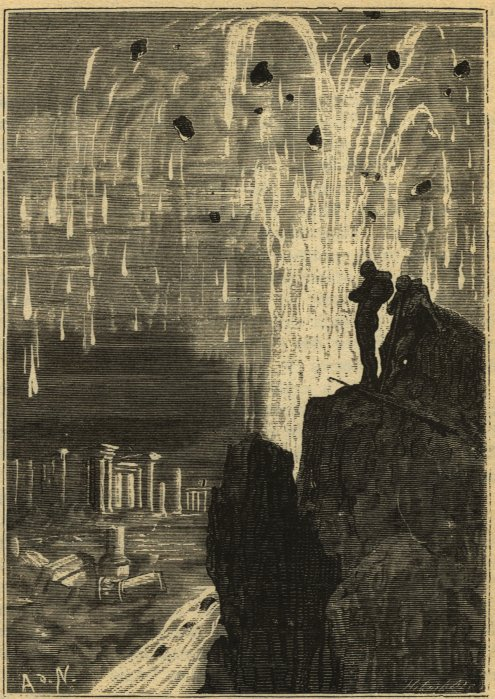
Représentation de l'Atlantide, selon le récit de Jules Verne, Vingt mille lieues sous les mers

D'autres légendes ou traditions mythiques à travers le monde parlent de territoires engloutis et de cités perdues comme l'île d'Avalon, la ville d'Ys, le continent de Mu, l'Hyperborée, la Lémurie… Il en est des mythes de cités ou continents perdus comme de ceux du Déluge.

## L'Atlantide dans l'art et la culture
Le mythe de l'Atlantide a alimenté nombre d'œuvres littéraires et artistiques.

## Google Earth
En 2009, une équipe de chercheurs pense découvrir des vestiges immergés de bâtiments ou de villes. L'Atlantide est alors tout naturellement évoquée. Cette découverte présentait l'originalité de s'articuler sur la version 5 de Google Earth, fournissant des photos détaillées des océans vus du ciel.
Bien que Google Earth ait en effet permis dans le passé de localiser des vestiges, Google s'inscrit en faux concernant cette annonce, arguant qu'il s'agit d'un artéfact créé par le processus de collecte des données d'une campagne océanographique, les formes géométriques trouvées par les chercheurs étant les sillons de bateaux opérant une cartographie par échosondage (en).